# Papyrus 128

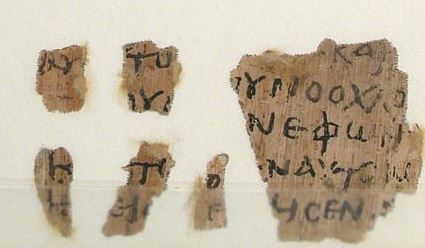
Papyrus 128 verso

Papyrus 128 of {\displaystyle {\mathfrak {P}}^{128}} (volgens de nummering van Gregory-Aland) is een oud Grieks afschrift van het Nieuwe Testament op papyrus. Van het handschrift zijn zes fragmenten bewaard gebleven, die behoren tot hetzelfde blad, dat oorspronkelijk recto en verso met vijftig regels beschreven was. De bewaard gebleven fragmenten bevatten tekst uit Johannes 9:3-4 en Johannes 12:16-18.
Aanvankelijk werd gedacht dat dit papyrus behoorde tot hetzelfde handschrift als Papyrus 44, vandaar dat het in oudere lijsten wel vermeld is als Papyrus 44B. Tegenwoordig rekent men het als apart handschrift. Het handschrift wordt bewaard in het Department of Egyptian Art van het Metropolitan Museum of Art in New York, onder nummer Inv. 14.1.527.